# Марсанне-ла-Кот
Марсанне́-ла-Кот (фр. Marsannay-la-Côte) — коммуна во Франции, находится в регионе Бургундия. Департамент коммуны — Кот-д’Ор. Входит в состав кантона Шенов. Округ коммуны — Дижон.
Код INSEE коммуны — 21390.

## Население
Население коммуны на 2010 год составляло 5108 человек.
| 1962 | 1968 | 1975 | 1982 | 1990 | 1999 | 2010 |
| ---- | ---- | ---- | ---- | ---- | ---- | ---- |
| 1872 | 4060 | 6588 | 5941 | 5216 | 5213 | 5108 |

## Экономика
В 2010 году среди 3086 человек трудоспособного возраста (15—64 лет) 2218 были экономически активными, 868 — неактивными (показатель активности — 71,9 %, в 1999 году было 68,3 %). Из 2218 активных жителей работали 2087 человек (1055 мужчин и 1032 женщины), безработных было 131 (60 мужчин и 71 женщина). Среди 868 неактивных 370 человек были учениками или студентами, 358 — пенсионерами, 140 были неактивными по другим причинам.

## Города-побратимы
- Мази[фр.], Бельгия (1958)
- Швайх, Германия (1992)
- Алуксне, Латвия (2012)